# Podocarpus sellowii
El piñeiriño, o pino-bravo (Podocarpus sellowii), es una especie arbórea perennifolia de la familia Podocarpaceae, perteneciente a las coníferas. Es nativa de las selvas húmedas del Brasil.

## Taxonomía
Pertenece al género Podocarpus, y dentro de él, a la sección Capitulatis, la cual incluye especies distribuidas en el centro-sur de Chile y sudoeste de la Argentina, sur de Brasil y noreste de la Argentina, y los Andes desde Ecuador hasta el noroeste de la Argentina.

## Distribución
Se distribuye de manera endémica en las selvas del Brasil, por el norte desde los estados de Amazonas, Pernambuco, y Ceará; por el oeste en áreas de altitud del cerrado en los estados de Rondonia, Mato Grosso, y Mato Grosso do Sul; y por el sur hasta Río Grande del Sur, en selvas de altitud de la Mata Atlántica.

## Hábitat
Habita en selvas con condiciones ambientales muy húmedas gracias al aumento en la altitud, lo que redunda en una alteración gradual de la composición de las especies, las cuales presentan una fisonomía perenne. Allí la vegetación está al abrigo de la sequedad y de los incendios. Estos sitios tienen un suelo forestal húmedo, compuesto por una importante acumulación de material orgánico. 
En Campos do Jordão, Estado de São Paulo, a una altitud de alrededor de 1800 m s. n. m., acompañan a Podocarpus sellowii otras especies leñosas, como  Araucaria angustifolia, Podocarpus lambertii, Drimys brasiliensis, etc.
Entre las rocas del monte Anhangava, en el estado de Paraná, a una altitud mayor a 1200 m s. n. m., así como en otras cumbres graníticas de la Serra do Mar, puede crecer en forma de árbol enano de menos de un metro de altura, en bosques montanos dominados por especies del género Ilex.

## Características
Es un árbol, dioico, generalmente de tamaño mediano. Las hojas son coriáceas y tienen forma de tiras de 10 a 15 cm de largo, y 12 a 18 mm de ancho. Alcanza una altura de hasta 15 m y un diámetro de hasta 1 m. Es un árbol de crecimiento lento, pero de buena madera.

## Conservación
Está incluido este taxón dentro de la Lista Roja de la UICN en la categoría de especie con datos insuficientes (DD), pues no existe la información adecuada sobre ella para hacer una evaluación de su riesgo de extinción, basándose en la distribución y las tendencias de la población. Si bien no está amenazada, se admite que ante la eventualidad de investigaciones futuras que demuestren amenaza para la población, el estado deberá ser replanteado.
Entre las áreas de conservación en donde la especie es protegida se encuentra el parque nacional de Chapada Diamantina y el parque nacional da Chapada dos Veadeiros.